# Arthur Lavis
Arthur Lavis (* 14. Juni 1924 in Plymouth, Vereinigtes Königreich; † 15. Januar 1999 in Ely) war ein britischer Kameramann.

## Leben
Lavis stieß 1940, gerade einmal 16 Jahre alt, zur Filmindustrie und erlernte sein Handwerk von der Pike auf. Er arbeitete zunächst viele Jahre lang als Kameraassistent, im Laufe der späten 1950er Jahre auch als Kameramann von Dokumentarfilmen und für Fernsehwerbung. Seit 1961 ist er als Chefkameramann von Spielfilmen nachzuweisen, zumeist B-Pictures von untergeordneter Bedeutung. Erste Resonanz erfuhr Lavis 1967/68, als er bei zwei straffen, schnörkellosen Inszenierungen („Das Penthouse“, „Knotenpunkt London“) von Peter Collinson hinter der Kamera stand. Anschließend, zum Jahresbeginn 1971, gelang Lavis ein beachtlicher Publikumserfolg mit einigen Folgen der Fernsehserie um einen zauselig-kauzigen Zeitreisenden, Catweazle. Lavis’ spätere Arbeiten sind komplett bedeutungslos.

## Filmografie
- 1959: Port of London (Kurzdokumentarfilm)
- 1961: Four Winds Island
- 1961: Herbst in London N 16 (The Barber of Stamford Hill)
- 1962: Private Potter
- 1963: Catacombs – Im Netz des Dunkel (Catacombs)
- 1963: Ring of Spies
- 1963: Witchcraft
- 1964: Night Train to Paris
- 1964: The Earth Dies Screaming
- 1965: Joey Boy
- 1967: Das Penthouse (The Penthouse)
- 1967: Knotenpunkt London (Up the Junction)
- 1968: European Eye (Dokumentarfilm)
- 1968: Journey to the Unknown (Fernsehserie)
- 1970: Catweazle (Fernsehserie)
- 1971: Deviation
- 1972: The Man From Heaven (Fernsehserie)
- 1974: The Man Who Couldn’t Get Enough
- 1975: Design for Love
- 1978: The Losers (Fernsehserie)
- 1983: Die unheimliche Macht (The Keep, nur Second-Unit-Kamera)
- 1989: Ten Little Indians (Ten Little Indians / Death on Safari)